# Rajd Świdnicki 2013

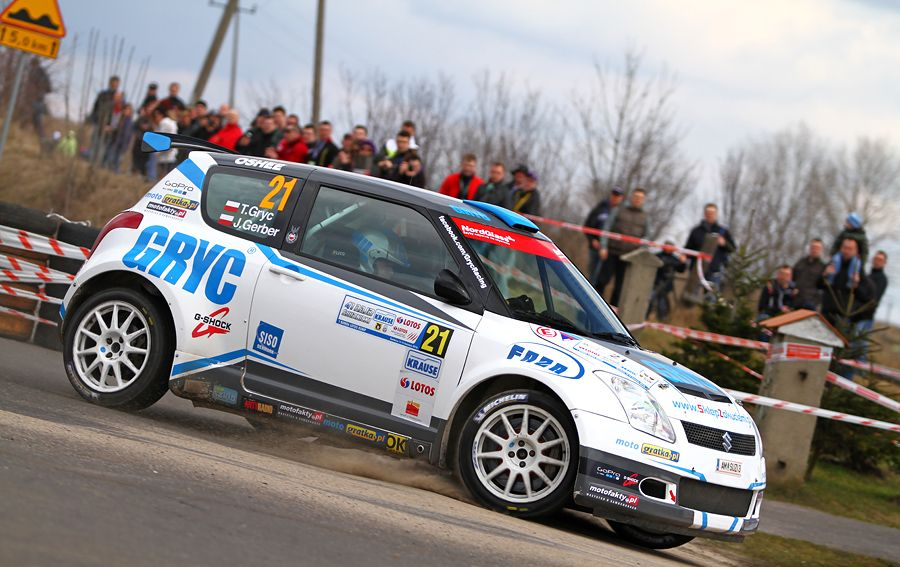
Tomasz Gryc podczas 41. Rajd Świdnickiego Krause

41. Rajd Świdnicki Krause – 41. edycja Rajdu Świdnickiego. To rajd samochodowy, który był rozgrywany od 12 do 14 kwietnia 2013 roku. Bazą rajdu było miasto Świdnica. Była to pierwsza runda rajdowych samochodowych mistrzostw Polski w roku 2013.

## Wyniki końcowe rajdu
| Miejsce | Kierowca             | Pilot                 | Samochód                 | Czas      | Strata  | Grupa Klasa |
| ------- | -------------------- | --------------------- | ------------------------ | --------- | ------- | ----------- |
| 1       | Kajetan Kajetanowicz | Jarosław Baran        | Subaru Impreza STi R4    | 1:41:48.9 | -       | 2           |
| 2       | Wojciech Chuchała    | Kamil Heller          | Subaru Impreza STi R4    | 1:41:50.5 | +1.6    | 2           |
| 3       | Tomasz Kuchar        | Daniel Dymurski       | Peugeot 207 S2000        | 1:43:54.8 | +2:05.9 | 2           |
| 4       | Maciej Rzeźnik       | Przemysław Mazur      | Peugeot 207 S2000        | 1:44:48.2 | +2:59.3 | 2           |
| 5       | Maciej Oleksowicz    | Michał Kuśnierz       | Ford Fiesta S2000        | 1:45:27.3 | +3:38.4 | 2           |
| 6       | Łukasz Habaj         | Piotr Woś             | Mitsubishi Lancer Evo IX | 1:45:29.0 | +3:40.1 | 3           |
| 7       | Jarosław Kołtun      | Ireneusz Pleskot      | Ford Fiesta S2000        | 1:46:11.8 | +4:22.9 | 2           |
| 8       | Mariusz Nowocień     | Bartłomiej Jakubowski | Mitsubishi Lancer Evo X  | 1:48:52.1 | +7:03.2 | 3           |
| 9       | Marcin Gagacki       | Marcin Bilski         | Mitsubishi Lancer Evo IX | 1:49:31.6 | +7:42.7 | 3           |
| 10      | Mariusz Stec         | Zbigniew Gruszka      | Škoda Fabia Proto        | 1:49:46.2 | +7:57.3 | Open        |
| 11      | Jan Chmielewski      | Robert Hundla         | Citroën DS3 R3T          | 1:50:07.0 | +8:18.1 | 5           |